# Silnice II/502
Silnice II/502 byla silnice II. třídy v Jičíně, s mírným přesahem do Holína. Toto očíslování bylo zrušeno roku 2021 v souvislosti s přeložkou navazující silnice II/286 na nový obchvat.
Procházela skrz město a spojovala obchvat Jičína z místa křížení silnice I/16 s I/32 okolo městského jádra do místa (západního) křížení I/16 s I/35. Vedla po ulicích Poděbradova, Ruská, 17. listopadu, Riegrova, Českých bratří, Vrchlického, Svatopluka Čecha, Havlíčkova, Zahradní, Jiráskova, Kollárova a Maršála Koněva. Ulicemi S. Čecha a Vrchlického byla vedena peáží spolu se silnicí II/286. Ze značné části šlo o dřívější úseky silnic I/32 (směr Kolín) a I/16 (směr Mladá Boleslav), než byly vyvedeny na obchvat Jičína.
Šlo o jednu z českých silnic očíslovaných až dodatečně po rozdělení Československa. V někdejším československém systému bylo číslo 502 použito na Slovensku (kde se nachází dodnes – viz silnice II/502 (Slovensko)).